# 액세스 (기업)
ACCESS CO., LTD. (株式会社ACCESS, Kabushiki-gaisha Akusesu)는 1979년 4월에 설립되고 1984년 2월에 일본도쿄도에서 아라카와 토루와 카마다 토미히사에 의해 법인화된 회사로, 휴대 전화, 개인 정보 단말기, 비디오 게임 콘솔 및 셋톱 박스와 같은 연결된 모바일 장치를 위한 다양한 소프트웨어를 제공한다.
이 회사는 2011년 1월 말 기준으로 2,000개 이상의 모델에 해당하는 10억 개 이상의 장치에 배포된 넷프론트 소프트웨어 시리즈를 제작하며, 이는 일본 NTT 도코모의 큰 성공을 거둔 I-모드 데이터 서비스의 주요 요소로 사용되었다. 넷프론트는 휴대 전화 외에도 소니 PSP와 아마존 킨들과 같이 웹 브라우저가 넷프론트 기반인 많은 가전 제품에서도 사용된다. 또한 넷프론트 브라우저 및 관련 제품은 노키아, 삼성, LG, 모토로라, 소니 에릭슨 등의 다양한 휴대 전화에서 사용된다.
2005년 9월, ACCESS는 팜 OS 및 BeOS의 소유자인 PalmSource를 인수했다. 이 회사는 이러한 자산과 전문 지식을 활용하여 스마트폰 및 기타 모바일 장치를 위한 오픈 소스 리눅스 기반 플랫폼인 Access 리눅스 플랫폼을 만들었으며, 사용자 인터페이스 및 일부 미들웨어를 포함한 일부 독점적인 부분도 포함되었다. Access 리눅스 플랫폼 3.0은 2008년 10월에 출시되었다. 세계에서 가장 큰 두 통신사, NTT 도코모와 오렌지는 2013년까지 Access 리눅스 플랫폼 기반 핸드셋을 생산했다.
2006년 3월, ACCESS는 지능형 네트워킹 소프트웨어 제공업체인 IP Infusion, Inc.를 인수했는데, 이 회사는 계층 2 및 계층 3 캐리어급 스위칭 및 라우팅은 물론 L2, L3 (IPv4 및 v6), 멀티캐스트 및 MPLS/트래픽 엔지니어링을 지원하는 포괄적인 포워딩 플레인 구현을 제공한다.
ACCESS는 리눅스 재단과 리눅스 폰 표준 포럼의 회원 자격을 포함하여 오픈 소스 관련 노력에 적극적으로 참여하고 있다. 2007년에 ACCESS 직원들은 GUADEC(이 회사가 후원하기도 함)과 오타와 리눅스 심포지엄에서 발표했다.
2020년 1월 기준, ACCESS는 전 세계적으로 약 657명의 직원을 고용하고 있으며, 본사는 일본 도쿄에 있고 미국 (서니베일), 독일 (오버하우젠), 한국 (서울), 중국 (베이징), 대만 (타이베이)에 시설을 두고 있다.
이 회사는 2020년 1월 마감 회계 연도에 94억 엔의 연결 매출을 보고했다.

## 같이 보기
- Qtopia
- 심비안 OS
- 윈도우 모바일